# Rijproost
Een rijproost (Latijn: equitaturae prepositus, 'proost te paard') was een seculiere kanunnik die namens de abt of proost de heerlijke rechten uitoefende in de wereldlijke bezittingen van een abdij of kapittel.
Het bestuur en de administratie van de abdij- of kapittelbezittingen vond meestal plaats vanuit de proosdij van het klooster of kapittel, waarbij het dagelijks bestuur en de (lagere) rechtspraak werd uitgeoefend door de rijproost, die soms in de heerlijkheden zelf een steunpunt bezat. De rijproost woonde onder andere rechtszittingen bij, kondigde strafbepalingen af en kon schikkingen treffen met de overtreder. Bij zwaardere misdrijven moest hij eerst met de abt of het kapittel overleggen. De rijproost hield verder toezicht op ambtenaren in dienst van het klooster of kapittel en was betrokken bij het innen van de keurmede. Tevens gaf hij toestemming tot de jacht en visserij, het brouwen van bier, het houden van feesten en kermissen, het geven van vrijgeleide aan moordenaars of andere beklaagden, en het vervoeren van lijken naar een ander rechtsgebied.

## Rijproosten te Maastricht

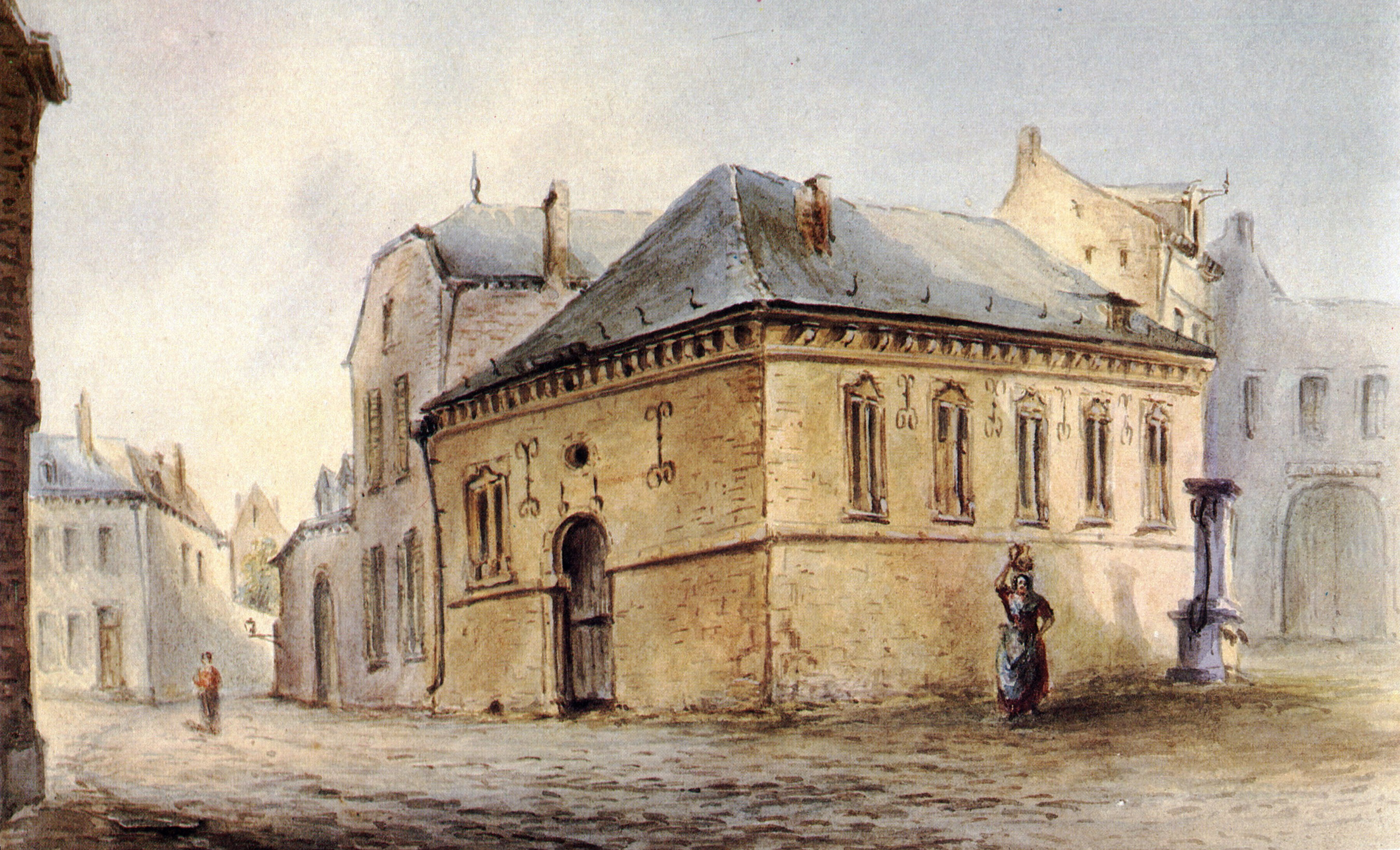
Paardenstal van de rijproosten van het Sint-Servaaskapittel, Maastricht (J. Lefebvre, ca 1860)

In Maastricht hadden de kapittels van zowel de Onze-Lieve-Vrouwekerk als de Sint-Servaaskerk rijproosten in dienst. De eerste kerk had aanzienlijk minder wereldlijke bezittingen en had gedurende het gehele ancien régime slechts één rijproost in dienst, die toezicht hield op de bezittingen van het kapittel in Bemelen en Veldwezelt. De functie werd sinds de 16e eeuw verpacht aan de hoogst biedende kanunnik.
Aan het kapittel van Sint-Servaas was aanvankelijk eveneens slechts één rijproost verbonden, waarvoor het kapittel in 1441 een reglement uitgaf, dat bleef gelden tot de Franse Tijd. Vanaf 1559 hielden twee rijproosten toezicht: één op de dorpen en bezittingen links van de Maas en één op de bezittingen op de rechteroever. In 1636 werd een derde rijproost aangesteld, die slechts het toezicht op de plaatsen Zichen en Zussen had. Vanaf 1636 waren er zelfs vijf rijproosten, allen uit de kring van de kanunniken van Sint-Servaas gekozen voor een periode van 9 jaar. Vlijtingen was de hoofdplaats van de zogenaamde elf banken van Sint-Servaas. Hier bevond zich het kasteel Daelhof, eigendom van het Sint-Servaaskapittel, en het Blockhuis, de verblijfplaats van de rijproost. Ook in Zepperen had de rijproost een eigen verblijf in de zogenaamde Rentmeesterswoning. In Maastricht woonden de rijproosten van Sint-Servaas in ruime woonhuizen nabij de kapittelkerk. Aan het huidige Keizer Karelplein bevond zich een stallencomplex voor de paarden van de rijproosten, die door het kapittel betaald werden.